# 谢尔盖·维特
谢尔盖·尤利耶维奇·维特（羅馬化：Sergey Yul'yevich Vitte；1849年6月29日—1915年3月13日），清朝文献称其为微德，俄罗斯帝国政治家，曾任俄罗斯帝国交通大臣（1892年）、俄罗斯帝国财政大臣（1892年-1903年）、俄罗斯帝国大臣委员会主席（宰相职务，1903年-1905年）和第一任俄罗斯帝国大臣会议主席（首相职务，1905年-1906年）。
維特出生在一個波羅的德意志人家庭，後進入敖德薩大學學習理論數學。他在畢業後沒有繼續從事數學研究，而是進入奧德薩的鐵路部門開始了公務員生涯。維特在俄羅斯最後兩位皇帝亞歷山大三世（1881-1894年在位）和尼古拉二世（1894-1917年在位）手下任職。在俄土戰爭（1877–78年）期間，他的地位上升到可以控制沿敖德薩鐵路線通往前線的所有交通。作為1892年至1903年的財政部長，維特主持了廣泛的工業化，维特是俄罗斯帝国工业化进程的重要政策制定人，實現了政府對鐵路線擴展系統的壟斷控制。
在1905年俄國革命中持續數月的內亂和暴力爆發之後，維特於17日起草了《十月宣言》和隨附的政府通訊，以建立憲政政府。然而，他不相信這會解決俄羅斯與沙皇專制的問題。1905年10月20日，維特被任命為第一任部長會議主席（實際上是總理）。在他的委員會的協助下，他設計了俄羅斯的第一部憲法。但在幾個月內，由於法院持續反對這些改革，維特作為改革者而蒙羞。他在第一屆杜馬於1906年5月10日（舊曆4月27日）召開之前辭職。完全相信他已經解決了主要問題：為政權提供政治穩定性，但據他說，“農民問題”將進一步決定杜馬活動的性質。
他被認為是19世紀末和20世紀初俄羅斯政治的關鍵人物之一。奧蘭多·菲格斯將维特描述為“1890年代偉大的改革財政部長”、“尼古拉斯最開明的部長之一”，以及1905年俄羅斯新議會秩序的設計師。
其表姐是神智學家海倫娜·布拉瓦茨基（1831年8月12日－1891年5月8日）。

## 扩展阅读
- Davis, Richard Harding, and Alfred Thayer Mahan. (1905). The Russo-Japanese war; a photographic and descriptive review of the great conflict in the Far East, gathered from the reports, records, cable despatches, photographs, etc., etc., of Collier's war correspondents（页面存档备份，存于）  New York: P. F. Collier & Son. OCLC: 21581015（页面存档备份，存于）
- Harcave, Sidney. (2004). Count Sergei Witte and the Twilight of Imperial Russia: A Biography.（页面存档备份，存于） Armonk, New York: M.E. Sharpe. ISBN 0-7656-1422-7; ISBN 978-0-7656-1422-3 (cloth)
- Kokovtsov, Vladamir. (1935). Out of My Past (translator, Laura Matveev).（页面存档备份，存于） Stanford: Stanford University Press.
- Korostovetz, J.J. (1920). Pre-War Diplomacy The Russo-Japanese Problem.（页面存档备份，存于） London: British Periodicals Limited.
- Witte, Sergei. (1921). The Memoirs of Count Witte (translator, Abraham Yarmolinsky). New York: Doubleday.

## 外部連結
- Витте Сергей Юльевич (1849—1915)（页面存档备份，存于）
- Сергей Юльевич Витте (1849—1915): Библиография трудов（页面存档备份，存于）
- Витте С. Ю. Воспоминания. Царствование Николая Второго, в 2-х томах на сайте «Руниверс»（页面存档备份，存于）
- Влас Михайлович Дорошевич. «Граф Витте»

| 前任： 首任                | 俄罗斯帝国大臣会议主席 1905年 - 1906年   | 繼任： 伊万·戈列梅金   |
| 前任： 伊万·杜尔诺沃       | 俄罗斯帝国大臣委员会主席 1903年 - 1905年 | 繼任： 改设大臣会议    |
| 前任： 伊万·维什涅格拉茨基 | 俄罗斯帝国财政大臣 1892年 - 1903年       | 繼任： 爱德华·普列斯克 |